# 普兰日
普兰日（法語：Pringy，法語發音：[pʁɛ̃ʒi] ⓘ）是法国塞纳-马恩省的一个市镇，属于默伦区。

## 地理
普兰日（48°31'16"N, 2°33'24"E）面积4.1 平方千米，位于法国法蘭西島大區塞纳-马恩省，该省份为法国北部内陆省份，北起瓦兹省，西接埃松省、马恩河谷省、塞纳-圣但尼省和瓦兹河谷省，南至卢瓦雷省，东南接约讷省，东临马恩省和奥布省，东北接埃纳省。
与普兰日接壤的市镇（或旧市镇、城区）包括：布瓦西斯勒鲁瓦、圣法尔若蓬蒂耶里、埃科勒河畔圣索沃尔。

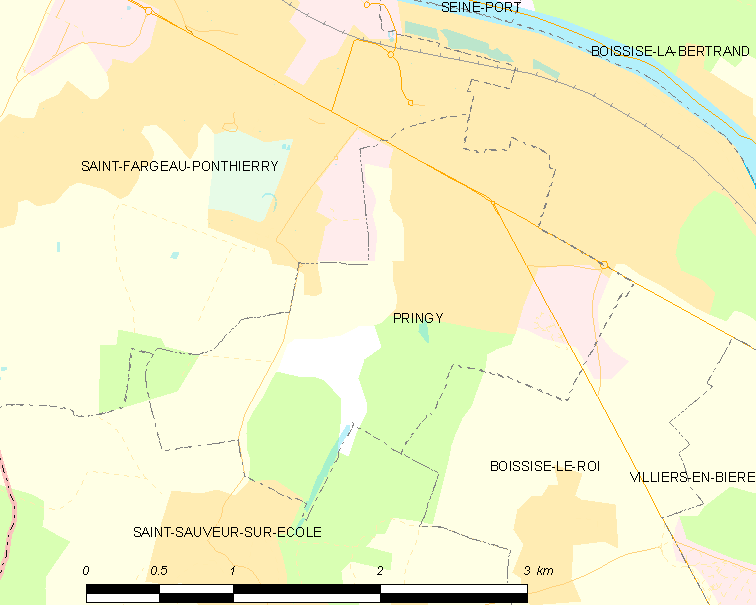
普兰日的OSM定位图

普兰日的时区为UTC+01:00、UTC+02:00（夏令时）。

## 行政
普兰日的邮政编码为77310，INSEE市镇编码为77378。

## 政治
普兰日所属的省级选区为圣法尔若蓬蒂耶里县。

## 人口

1962-2008年间普兰日人口变化图示

普兰日于2022年1月1日时的人口数量为3861人。